# إدواردو ريفيرا
إدواردو ريفيرا (بالإسبانية: Eduardo Rivera Mort)‏ هو لاعب كرة قدم أوروغواياني، ولد في 28 مايو 1951 في مونتفيدو في الأوروغواي. لعب مع أوليمبيا أسونسيون.

## وصلات خارجية
- إدواردو ريفيرا على موقع قاعدة بيانات كرة القدم.إي يو (الإنجليزية)
- إدواردو ريفيرا على موقع قاعدة بيانات كرة القدم.إي يو (الإنجليزية)
- إدواردو ريفيرا على موقع Soccerway.com (الإنجليزية)